# فربيون حبيبي
الفربيون الحُبيبي أو ملبانة أو حليبة أو أبو لبن أو لبان (باللاتينية: Euphorbia granulata) نوع نباتي يتبع جنس الفربيون من الفصيلة اللبنية.

## الموئل والانتشار
ينتشر في مناطق الوطن العربي المتوسطية من بلاد الشام إلى مصر والمغرب العربي وأيضًا في القوقاز.

## مرادفات للاسم العلمي
- (باللاتينية: Anisophyllum granulatum (Forssk.) Schweinf.)
- (باللاتينية: Chamaesyce granulata (Forssk.) Soják)
- (باللاتينية: Tithymalus granulatus (Forssk.) Raf.)